# Neosemidalis (Leucosemidalis) fulvinervosa
Neosemidalis (Leucosemidalis) fulvinervosa is een insect uit de familie van de dwerggaasvliegen (Coniopterygidae), die tot de orde netvleugeligen (Neuroptera) behoort. 
Neosemidalis (Leucosemidalis) fulvinervosa is voor het eerst wetenschappelijk beschreven door Esben-Petersen in 1918.